# باشگاه فوتبال الاتحاد طرابلس
باشگاه فوتبال الاتحاد طرابلس (عربی: نادي الاتحاد لكرة القدم) یک باشگاه فوتبال در شهر طرابلس، لیبی است.
این باشگاه که در سال ۱۹۴۴ تاسیس شده، سابقه ۱۸ قهرمانی در لیگ برتر فوتبال لیبی و ۷ قهرمانی در جام حذفی فوتبال لیبی را در کارنامه دارد.
هم اکنون مربی آن، خوان کارلوس گاریدو هست.